# Кретей — Л’Эша (станция метро)
Кретей — Л'Эша (фр. Créteil - L'Échat) — станция линии 8 Парижского метрополитена, расположенная на северной окраине города Кретей. Первая наземная станция на линии 8 Парижского метрополитена и первая станция метро, построенная в Кретее. Названа по кварталу Л'Эша города.

## История
- Станция открылась 24 сентября 1973 года при продлении линии 8 на один перегон от станции "Мезон-Альфор — Ле Жуйёт". До 10 сентября 1974 года, когда линия дошла до префектуры Кретея, станция была конечной на линии.
- Пассажиропоток по станции по входу в 2011 году, по данным RATP, составил 2 109 885 человек[3]. В 2012 году на станцию вошли 2 276 678 человек[4], а в 2013 году — 2361971 пассажир (229 место по уровню входного пассажиропотока в Парижском метро)[5].

## Перспективы
К 2022 году планируется сооружение пересадочного узла с линией 15, строящейся в рамках проекта Гранд Пари экспресс.. В отличие от станции линии 8, станция линии 15 будет подземной (глубина заложения 16 метров), с выходом на рю Гюстав Эйфель. Архитектурный проект разработан агентством ANMA под руководством Николя Мишелена.. Предполагается, что третий станционный путь станции линии 8, который является вытяжным тупиком, продолжающимся от Мезон-Альфор — Ле Жуйёт, станет служебной соединительной ветвью на линию 15.